# المنطقة التعليمية المتوسطة
إن مصطلح المنطقة التعليمية المتوسطة هو مصطلح تستخدمه بعض الولايات لتصنيف هيئة خاصة تعمل خارج إطار الميثاق التقليدي للمناطق التعليمية. ويختلف الدور الخاص الذي تقوم به تلك الهيئات باختلاف الولاية.

## ميشيغان
في ولاية ميشيغان تكون المنطقة التعليمية المتوسطة هيئة حكومية تُنظم عادةً على مستوى المقاطعة أو عدة مقاطعات تساعد المنطقة التعليمية المحلية في تقديم البرامج والخدمات. كما تجمع البيانات للإدارة التعليمية في الولاية. وتضم المنطقة التعليمية المتوسطة مجلسًا تعليميًا يختاره مجموعة من الناخبين بحيث يضم عضوًا واحدًا من مجلس التعليم في كل منطقة تعليمية محلية. وقد توصي المنطقة التعليمية المتوسطة بدمج المناطق التعليمية في مجلس تعليم ولاية ميشيغان.

## مينيسوتا
تعد المنطقة التعليمية المتوسطة في ولاية مينيسوتا تكليفًا خاصًا ينطبق على منطقة تعليمية تشكلت كجهد تعاوني بين منطقتين تعليميتين أو أكثر و«تقدم خدمات متكاملة للطلاب في المرحلة الثانوية وبعدها والطلاب البالغين في التعليم المهني والتعليم الخاص والخدمات المرخصة الأخرى.»